# Un enlèvement de chien
Pour plus de détails, voir Fiche technique et Distribution.
Un enlèvement de chien (The Dognapper) est un dessin animé de Mickey Mouse produit par Walt Disney pour United Artists et sorti le 17 novembre 1934.

## Synopsis
Mickey et Donald Duck sont des officiers de police chargés d'arrêter l'agent de la fourrière canine Pat Hibulaire qui se livre à un trafic de chiens. Les deux agents commettent un grand nombre de maladresses mais parviennent à trouver le planque du malfrat, une scierie. Après un énorme tumulte dans le bâtiment, ils arrivent à arrêter Pat.

## Fiche technique
- Titre original : The Dognapper
- Autres Titres[1] :
  - France : Un enlèvement de chien
  - Suède : I rövarhänder
- Série : Mickey Mouse
- Réalisateur : David Hand
- Animateur: Les Clark, Hamilton Luske
- Voix : Walt Disney (Mickey), Clarence Nash (Donald Duck)
- Producteur : Walt Disney, John Sutherland
- Distributeur : United Artists
- Date de sortie : 17 novembre 1934[2]
- Format d'image : Noir et Blanc
- Musique : Frank Churchill, Bert Lewis
- Son : Mono RCA Photophone
- Durée : 7 min
- Langue : (en)
- Pays :  États-Unis

## Commentaires
Dans ce film, la silhouette de Donald Duck est encore très anguleuse par rapport à sa forme définitive.